# Saison 1 des Vies rêvées d'Erica Strange
Chronologie
Saison 2
Cet article présente le guide des épisodes de la première saison de la série télévisée canadienne Les Vies rêvées d'Erica Strange (Being Erica).

## Généralités
- Cette première saison est composée de 13 épisodes.

### Synopsis
Erica Strange, jeune trentenaire vivant à Toronto, pense que sa vie est catastrophique et regrette certains évènements de son passé. Elle rencontre au terme d'une série d'accidents un homme qui se présente à elle comme son thérapeute, le docteur Tom. Il lui demande d'écrire une liste des moments-clés de sa vie qui sont devenus ses plus grands regrets. Erica découvre alors que son thérapeute a le pouvoir de la renvoyer dans le temps pour revisiter ces moments. C'est l'occasion pour elle de comprendre son passé, et le mettre en perspective avec sa vie actuelle. Cependant, changer le passé n'est pas sans danger ou conséquences…

## Distribution de la saison

### Acteurs principaux
- Erin Karpluk (VFB : Sophie Landresse) : Erica Strange
- Michael Riley (VFB : Franck Dacquin) : Dr Tom Wexlar
- Tyron Leitso (VFB : Bruno Mullenaerts) : Ethan
- Vinessa Antoine (VFB : Delphine Moriau) : Judith
- Paula Brancati (VFB : Mélanie Dermont) : Jenny

### Acteurs récurrents
- Joanna Douglas (VFB : Marcha Van Boven) : Samantha « Sam » Strange-McIntosh
- Adam MacDonald (VFB : Thierry Janssen) : Josh McIntosh
- John Boylan (en) (VFB : Philippe Résimont) : Gary Strange
- Kathleen Laskey (VFB : Catherine Conet) : Barbara Strange
- Devon Bostick (VFB : Emmanuel Dekoninck) : Leo Strange
- Reagan Pasternak (VFB : Marie Van R) : Julianne Giacomelli
- Morgan Kelly (VFB : Sébastien Hébrant) : Brent Kennedy
- Laurence Leboeuf (VFB : Claire Tefnin) : Claire
- Kim Roberts (VFB : Ethel Houbiers) : Camilla
- Anna Silk : Cassidy Holland

## Liste des épisodes

### Épisode 1:DrTom
- Titre original : Dr. Tom
- Numéro(s) : 1 (1-01)
- Diffusion(s) : 
  -  Canada : 5 janvier 2009 sur CBC
  -  France : 14 décembre 2009 sur Orange Cinéhappy
  -  Québec : 1er septembre 2010 sur Séries+[1]
  -  Belgique : 9 mai 2011 sur La Deux[2]
- Audience(s) : 615 000 téléspectateurs (première diffusion, Canada)
- Invité(s) :
- Résumé :

Erica rencontre un thérapeute qui a la capacité de la renvoyer dans le passé pour revivre certains de ses plus grands regrets afin qu'elle découvre que, peu importe les décisions qu'elle prend, cela la mène très souvent aux mêmes résultats. Pour son premier retour dans le passé, le Dr Tom la renvoie à son bal de fin d'année.

### Épisode 2:On est comme on est
- Titre original : What I Am Is What I Am
- Numéro(s) : 2 (1-02)
- Diffusion(s) : 
  -  Canada : 12 janvier 2009 sur CBC
  -  France : 14 décembre 2009 sur Orange Cinéhappy
  -  Québec : 8 septembre 2010 sur Séries+
  -  Belgique : 10 mai 2011 sur La Deux
- Audience(s) : 683 000 téléspectateurs (première diffusion, Canada)
- Invité(s) :
- Résumé :

Erica est envoyée en 1995 lorsqu'elle avait refusé de rejoindre une société secrète. Elle arrive à y rentrer puis fini par revenir au même résultat qu'avant. Son meilleur ami, Ethan, lui annonce qu'il divorce car Claire, sa femme, l'a trompé. Elle décide donc de venger Ethan dans le passé.

### Épisode 3:Amour de jeunesse
- Titre original : Plenty of Fish
- Numéro(s) : 3 (1-03)
- Diffusion(s) : 
  -  Canada : 19 janvier 2009 sur CBC
  -  France : 21 décembre 2009 sur Orange Cinéhappy
  -  Québec : 15 septembre 2010 sur Séries+
  -  Belgique : 11 mai 2011 sur La Deux
- Audience(s) : 648 000 téléspectateurs (première diffusion, Canada)
- Invité(s) :
- Résumé :

Erica doit se rendre à une réunion d'anciens élèves et demande à Ethan de l'accompagner en se faisant passer pour son petit ami. Cette fois, le docteur Tom envoie Erica au moment où elle perd sa virginité avec Zac. Dans le dos d'Erica, le jeune homme les avait filmés. Quand Erica arrive à cet instant, elle ne couche pas avec Zac et elle lui remonte les bretelles. Elle finit par perdre sa virginité avec Alex, qui l'aimait en secret. Puis elle revient dans le présent et Ethan et elle s'embrassent, ce qui cause une gêne entre les deux personnes.

### Épisode 4:Flocon de neige
- Titre original : The Secret of Now
- Numéro(s) : 4 (1-04)
- Diffusion(s) : 
  -  Canada : 26 janvier 2009 sur CBC
  -  France : 21 décembre 2009 sur Orange Cinéhappy
  -  Québec : 22 septembre 2010 sur Séries+
  -  Belgique : 12 mai 2011 sur La Deux
- Audience(s) : 592 000 téléspectateurs (première diffusion, Canada)
- Invité(s) :
- Résumé :

C'est le premier jour de travail comme assistante pour Erica et elle est exaltée. Elle doit malgré tout supporter sa patronne qui est très sévère et qui se montre particulièrement méchante avec Erica, car elle sait qu'elle pourrait lui voler sa place. Erica retourne dans le passé au moment où elle a arrêté d'écrire à cause d'un professeur.

### Épisode 5:Tante ou Marraine
- Titre original : Adultescence
- Autre titre francophone : Adultescence (Belgique)
- Numéro(s) : 5 (1-05)
- Diffusion(s) : 
  -  Canada : 2 février 2009 sur CBC
  -  France : 28 décembre 2009 sur Orange Cinéhappy
  -  Québec : 29 septembre 2010 sur Séries+
  -  Belgique : 13 mai 2011 sur La Deux[3]
- Audience(s) : 665 000 téléspectateurs (première diffusion, Canada)
- Invité(s) :
- Résumé :

Erica organise une fête pour le bébé de Judith dont elle pense qu'elle va être la marraine. Quand elle apprend que ce n'est pas le cas, elle s'enfuit. Le Dr Tom la renvoie le jour de sa Bat Mitsva, un moment qu'elle a aussi fui. Judith et elle ne se parle plus et finissent par se réconcilier.

### Épisode 6:Pour la vie
- Titre original : Til Death
- Numéro(s) : 6 (6-06)
- Diffusion(s) : 
  -  Canada : 11 février 2009 sur CBC
  -  France : 28 décembre 2009 sur Orange Cinéhappy
  -  Québec : 6 octobre 2010 sur Séries+
  -  Belgique : 16 mai 2011 sur La Deux
- Audience(s) : 545 000 téléspectateurs (première diffusion, Canada)
- Invité(s) :
- Résumé :

Sam et Josh sont sur le point de se marier et Erica se demande si elle doit être honnête en avouant ses doutes à sa sœur. Elle retourne en 2003, à la première rupture de Sam et Josh où elle avait été supplier Josh de se remettre avec sa sœur, pour ne pas le faire et éviter le mariage. Seulement, elle n'annule pas le mariage, mais fais par à sa sœur de son doute. Sam dit tout de même oui à Josh, et ne parle plus à Erika. Sa relation du meilleur ami de Josh et d'Erika est officiel, mais ils ne se montrent pas ensemble.

### Épisode 7:Une journée idéale
- Titre original : Such a Perfect Day
- Numéro(s) : 7 (1-07)
- Diffusion(s) : 
  -  Canada : 18 février 2009 sur CBC
  -  France : 4 janvier 2010 sur Orange Cinéhappy
  -  Québec : 13 octobre 2010 sur Séries+
  -  Belgique : 17 mai 2011 sur La Deux
- Audience(s) : 517 000 téléspectateurs (première diffusion, Canada)
- Invité(s) :
- Résumé :

Alors qu'Erika commence une journée catastrophique, pour une fois, elle ne retourne pas dans le passé pour revivre un regret, mais plutôt pour revivre une journée parfaite. Malheureusement, cela ne se passe pas comme elle le voulait. Puis quand elle revient à la réalité, elle se rend chez un client et l'empêche de justesse de mourir.

### Épisode 8:Savoir pardonner
- Titre original : This Be the Verse
- Numéro(s) : 8 (1-08)
- Diffusion(s) : 
  -  Canada : 25 février 2009 sur CBC
  -  France : 4 janvier 2010 sur Orange Cinéhappy
  -  Québec : 20 octobre 2010 sur Séries+
  -  Belgique : 18 mai 2011 sur La Deux
- Audience(s) : 462 000 téléspectateurs (première diffusion, Canada)
- Invité(s) :
- Résumé :

C'est Yom Kippour, la fête juive du pardon. Les parents d'Erika tentent de la réconcilier avec sa sœur Sam alors qu'Erika tente de réconcilier ses parents, en froid depuis leur divorce. Erika est renvoyée au moment où ses parents se sont connus, puis elle est renvoyée au moment où sa mère les avait laissés tomber, et elle découvre que son père trompait sa mère.

### Épisode 9:Corps et Âme
- Titre original : Everything She Wants
- Numéro(s) : 9 (1-09)
- Diffusion(s) : 
  -  Canada : 4 mars 2009 sur CBC
  -  France : 11 janvier 2010 sur Orange Cinéhappy
  -  Québec : 27 octobre 2010 sur Séries+
  -  Belgique : 19 mai 2011 sur La Deux
- Audience(s) : 542 000 téléspectateurs (première diffusion, Canada)
- Invité(s) :
- Résumé :

Ryan dit à Erica qu'il l'aime, et elle panique. Le Dr Tom la ramène à l'époque d'une amitié-amoureuse qui s'était mal terminée afin qu'elle réalise ce qui l'empêche de se donner corps et âme à Ryan. C'est Cassidy, une très bonne amie, qui forme ce blocage. Cassidy est lesbienne, et l'assume très bien. Seulement, elle tombe amoureuse d'Erica.

### Épisode 10:Jalousie
- Titre original : Mi Casa, Su Casa Loma
- Numéro(s) : 10 (1-10)
- Diffusion(s) : 
  -  Canada : 11 mars 2009 sur CBC
  -  France : 11 janvier 2010 sur Orange Cinéhappy
  -  Québec : 3 novembre 2010 sur Séries+
  -  Belgique : 20 mai 2011 sur La Deux
- Audience(s) : 577 000 téléspectateurs (première diffusion, Canada)
- Invité(s) :
- Résumé :

Katie, l'amie d'enfance d'Erica est de passage à Toronto. Les deux filles se disputent et Dr Tom renvoie Erica à la fin de leur amitié, à une fête d'Halloween qui a mal tourné. Erica se rend finalement compte que leur dispute est due à sa jalousie envers son amie. Elles finissent toutes les deux par se réconcilier. Judith accouche.
- Remarques :
  - La diffusion belge s'est interrompue pendant deux semaines pour laisser la place à une émission consacrée aux internationaux de France de Roland-Garros[4].

### Épisode 11:Vie sous contrôle
- Titre original : She's Lost Control
- Numéro(s) : 11 (1-11)
- Diffusion(s) : 
  -  Canada : 18 mars 2009 sur CBC
  -  France : 18 janvier 2010 sur Orange Cinéhappy
  -  Québec : 10 novembre 2010 sur Séries+
  -  Belgique : 6 juin 2011 sur La Deux
- Audience(s) : 548 000 téléspectateurs (première diffusion, Canada)
- Invité(s) :
- Résumé :

Erica prépare le lancement du livre de Katie et veut que tout soit parfait. Malheureusement rien ne se passe comme prévu et elle se dispute avec Ethan, Dr Tom la renvoie donc au moment où elle l'a embrassé pour qu'elle ne le fasse pas et qu'elle sauve leur amitié. Puis elle retourne au moment où Ethan sort avec Claire pour qu'il sorte avec elle, mais elle n'y arrive pas. Mais à la fin de la journée, non seulement elle se fait promouvoir, mais elle sort avec Ethan, parce qu'il a quitté Claire.

### Épisode 12:La Sorcière du sang
- Titre original : Erica the Vampire Slayer
- Numéro(s) : 12 (1-12)
- Diffusion(s) : 
  -  Canada : 25 mars 2009 sur CBC
  -  France : 18 janvier 2010 sur Orange Cinéhappy
  -  Québec : 17 novembre 2010 sur Séries+
  -  Belgique : 7 juin 2011 sur La Deux
- Audience(s) : 540 000 téléspectateurs (première diffusion, Canada)
- Invité(s) :
- Résumé :

À cause de sa promotion, Erica est confrontée à une auteure qui ne remplit pas sa part du contrat et qu'elle doit renvoyer. Elle n'en est pas capable et Dr Tom l'a fait retourner à une rupture passée qu'elle n'a pas su assumer. Elle doit croire en ses capacités et dépasser son propre jugement.

### Épisode 13:Apprentie Dieu
- Titre original : Leo
- Numéro(s) : 13 (1-13)
- Diffusion(s) : 
  -  Canada : 1er avril 2009 sur CBC
  -  France : 18 janvier 2010 sur Orange Cinéhappy
  -  Québec : 24 novembre 2010 sur Séries+
  -  Belgique : 8 juin 2011 sur La Deux
- Audience(s) : 599 000 téléspectateurs (première diffusion, Canada)
- Invité(s) :
- Résumé :

Erica doit revivre le plus grand regret de sa vie, la mort de son frère.